# Circuit economic

Circuitul economic simplu

Circuitul economic este un model simplificat al relațiilor de schimb existente într-o economie de piață. Ideea în urma căreia a fost creat acest model i-a aparținut lui Richard Cantillon, iar mai târziu François Quesnay a întocmit al său Tableau économique.

## Circuitul economic simplu
Acest model se restrânge la relațiile dintre sectoarele consumatori și producători. Circuitul economic reprezintă circuitul bunurilor și al banilor între cele două sectoare. Influențele din partea statului, a instituțiilor de credit, a circuitelor de bunuri, dar și a relațiilor economice internaționale (import-export), nu sunt luate în considerare.